# Dalian Women's Football Club
Le Dalian Women's Football Club était un club féminin de football professionnel chinois à Dalian, Liaoning.

## Histoire
L'équipe est fondée en 1984 sous le nom d'équipe de football féminin de Dalian et participe aux Jeux nationaux de Chine, représentant la province du Liaoning. En 1994, l'équipe de football féminin de Dalian remporte pour la première fois le championnat de la Ligue chinoise de football féminin. Cependant, l'équipe rencontre quelques difficultés financières, et son développement souffre pendant quelques années. En 2002, Dalian Shide Corp. rachète l'équipe et la renomme Dalian Shide Women's FC.
En 2013, le Dalian Shide FC est dissous et racheté par le Dalian Aerbin. L'équipe féminine change également son nom en Dalian Aerbin WFC. Cependant, elle rencontre de nouveau des problèmes financiers, peu de temps après avoir remporté le championnat en 2013.
Le groupe Quanjian prend possession de l'équipe en 2015 et l'a rebaptise Dalian Quanjian FC. En 2016, l'équipe remporte le championnat de la Super League féminine chinoise. Avant la saison 2017 de la Super League féminine chinoise, Dalian fait l'acquisition de joueuses internationales de premier plan, dont Asisat Oshoala en provenance de l'Arsenal LFC et Gaelle Enganamouit du FC Rosengard, et embauche le manager français Farid Benstiti, auparavant manager du Paris Saint-Germain. Le club dévoile également de nouveaux uniformes et un nouveau staff.
En 2019, le président Shu Yuhui de Quanjian est arrêté et le Dalian Quanjian FC se voit rebaptisé Dalian WFC ; après une saison, il est dissous.

### Joueuses notables
- Han Duan
- Bi Yan
- Han Wenxia
- Fabiana da Silva Simões
- Gabi Zanotti
- Debora Cristiane de Oliveira

## Entraineurs

### Historique des entraineurs
| Gestionnaires  | Point final |
| -------------- | ----------- |
| Liu Zhongchang | 2011 - 2012 |
| Gai Zengjun    | 2012        |
| Shi Lei        | 2013 - 2016 |
| Farid Benstiti | 2016 - 2019 |

## Palmarès

### Championnat
- Super League féminine (Ligue nationale de football féminin)

Champion (6) : 2008, 2012, 2013, 2016, 2017, 2018